# The Immature Punter
The Immature Punter è un cortometraggio muto del 1898 diretto e interpretato da Cecil M. Hepworth. Fu uno dei primi film prodotti dalla neonata Hepworth, una casa di produzione fondata quell'anno dal regista insieme al cugino Monty Wicks.

## Trama
Il palo di un inesperto barcaiolo si conficca nel fango e lui vi resta appeso.

## Produzione
Il film fu prodotto dalla Hepworth.

## Distribuzione
Distribuito dalla Warwick Trading Company, il film - un cortometraggio della lunghezza di 15,24 metri - uscì nelle sale cinematografiche britanniche nel settembre 1898.
Non si hanno altre notizie del film che si ritiene perduto, forse distrutto nel 1924 quando il produttore Cecil M. Hepworth, ormai fallito, cercò di recuperare l'argento del nitrato fondendo le pellicole.